# Philydor
Philydor (bladspeurders) is een geslacht van zangvogels uit de familie ovenvogels (Furnariidae).

## Soorten
Het geslacht kent de volgende soorten:
- Philydor atricapillus  – Zwartkapbladspeurder
- Philydor pyrrhodes  – Kaneelstuitbladspeurder

### Uitgestorven
- Philydor novaesi  – Novaes' bladspeurder